# Tàngara beccònica gegant
La tàngara beccònica gegant (Conirostrum binghami) és un ocell de la família dels tràupids (Thraupidae).

## Hàbitat i distribució
Habita als boscos dels Andes, des del sud-oest de Colòmbia, cap al sud, a través de l'Equador i Perú fins al centre i sud-oest de Bolívia.